# Munizip Sabha
Sabha (arabisch سبها, DMG Sabhā) ist ein Munizip, das im Zentrum der Libysch-Arabischen Republik liegt. Hauptstadt ist die gleichnamige Stadt Sabha.

## Geographie
Im gesamten Gebiet von Sabha lebten im Jahre 2003 nur 126.610 Menschen auf einer Fläche von insgesamt 15.330 km². Das Munizip besitzt folgende Grenzen zu den anderen Munizipien:
- Munizip Wadi asch-Schati’ – Nord
- Munizip al-Dschufra – Ost
- Munizip Murzuq – Süd
- Munizip Wadi al-Haya – West

Von der Territorialreform 2007 blieb das Munizip unberührt.